# Tànkove (Krasnoperekopsk)
|  | Per a altres significats, vegeu «Tànkove». |

Tànkove (en (ucraïnès) Танкове i en rus: Танковое) és un poble de la República Autònoma de Crimea a Ucraïna, que el 2014 tenia 229 habitants. Pertany al districte rural de Krasnoperekopsk. Fins al 1948 la vila es deia Kalantxak.